# Mont-sous-Vaudrey
Mont-sous-Vaudrey är en kommun i departementet Jura i regionen Bourgogne-Franche-Comté i östra Frankrike. Kommunen ligger i kantonen Montbarrey som tillhör arrondissementet Dole. År 2022 hade Mont-sous-Vaudrey 1 302 invånare.

## Befolkningsutveckling
Antalet invånare i kommunen Mont-sous-Vaudrey
Referens:INSEE